# Il a déjà tes yeux
Pour plus de détails, voir Fiche technique et Distribution.
Il a déjà tes yeux est un film français réalisé par Lucien Jean-Baptiste, sorti en 2016.   
En 2020, ce film connaît une suite sous la forme d'une mini-série télévisée qui porte le même titre (voir Il a déjà tes yeux).

## Synopsis
Paul et Sali Aloka sont noirs (lui Martiniquais, elle d'origine sénégalaise) et désirent adopter un enfant. Ils se voient proposer par l'aide sociale à l'enfance (ASE) d'adopter un enfant blanc, Benjamin, âgé de 4 mois. Claire Mallet, l'assistante sociale, est très réticente devant une adoption « dans ce sens inhabituel ». Charles Vidal, directeur local de l'ASE, pense au contraire que tout devrait bien se passer. Les nouveaux parents se trouvent confrontés à la suspicion et aux fréquents contrôles de l'assistante sociale, comme aux a priori des uns et des autres (Sali est régulièrement prise pour la nounou). De plus, les parents de Sali, très attachés à la tradition, refusent de reconnaître cet enfant blanc comme leur petit-fils. Mamita, la mère de Sali, finit par craquer et se laisser convaincre. Mais alors qu'elle garde Benjamin, elle le confie momentanément à une amie garde d'enfants qui fait un scandale lorsqu'elle est contrôlée par la police dans la rue. Benjamin est alors retiré à la famille et replacé à la pouponnière de l'ASE. Séparé d'eux, il ne s'alimente plus et doit être hospitalisé. Avertis, Paul, Sali, Mamita et leurs amis vont à l'hôpital, très angoissés. Alors qu’il leur est interdit de voir l'enfant, ils forcent la porte de la nurserie et se réfugient dans une chambre pour le nourrir. Après des menaces du personnel et l'arrivée de la police, tout le monde se rend compte qu'il s'agit d'un malentendu, et Claire doit admettre que Benjamin a trouvé la famille d'adoption dont il avait besoin. Il peut y grandir, désormais accepté de tous.

## Fiche technique
- Titre original : Il a déjà tes yeux
- Réalisation : Lucien Jean-Baptiste
- Scénario : Marie-Françoise Colombani (idée originale), Lucien Jean-Baptiste et Sébastien Mounier
- Direction artistique : Eleonore Chaspoul et Georges Kafian
- Costumes : Laurence Benoit
- Montage : Sahra Mekki
- Musique : Alexis Rault
- Ingénieur du son : Olivier Dô Hùu
- Production :
  - Maxime Delauney et Romain Rousseau (producteurs)
  - Serge de Poucques, Sylvain Goldberg et Adrian Politowski (coproducteurs)
  - Thierry Ardisson (producteur associé)
- Société(s) de production : Nolita Cinema, en association avec Cinémage 10
- Société(s) de distribution : UGC Distribution
- Pays d'origine :  France
- Langue originale : français
- Genre : comédie
- Durée : 95 minutes
- Dates de sortie : 
  - France : Festival du film francophone d'Angoulême : 27 août 2016
  - France : Festival du film de Sarlat : 12 novembre 2016
  -  France,  Belgique : 18 janvier 2017
- Budget : 5 900 000 euros

## Distribution
- Lucien Jean-Baptiste : Paul Aloka
- Aïssa Maïga : Salimata Aloka
- Zabou Breitman : Claire Mallet
- Vincent Elbaz : Manu
- Michel Jonasz : Charles Vidal
- Naidra Ayadi : Anna (pouponnière)
- Marie-Philomène Nga : Mamita, la mère de Sali
- Bass Dhem : Ousmane, le père de Sali
- Delphine Théodore : Prune, amie de Sali
- Sabine Pakora : madame Diakité
- Marius Benchenafi : Benjamin (4 mois)
- Mathéo Perard : Benjamin (1 an)
- Valérie Moreau : madame Perez
- Grégoire Bonnet : Baptiste Mallet
- Guillaume Faure : Mathias
- Sara Mortensen : Kristina
- Maïmouna Gueye : madame Diop
- Marie-Sohna Condé : Fatou
- Mariam Kaba : madame Cissé
- Leontina Fall : l'autre nounou
- Yannig Samot : un grossiste à Rungis
- Sylvestre Amoussou : un ami d'Ousmane
- Laurence Oltuski : la pédiatre
- Vincent Pannetier : un des papas gay chez le pédiatre
- Sébastien Raymond : un des papas gay chez le pédiatre
- Manda Touré : Alvina

## Accueil

### Critiques
Le film recueille une note moyenne de 3,28/5 sur les critiques de presse d'Allociné. Pour Le Parisien, « à quelques répliques irrésistibles [...] s'ajoute un éventail de situations, leurs blocages, leurs préjugés, traitées avec habileté. ». À voir à lire relève que « malgré [...] quelques menues réserves, qui ne doivent pas occulter le soin apporté à l'écriture aussi bien dramatique que satirique du film, force est de constater que Lucien Jean-Baptiste a relevé son pari haut la main. » . LCI, s'il regrette « quelques facilités d’écriture et autres situations hyper-appuyées », constate tout de même que « en défenseur invétéré du vivre-ensemble, Lucien Jean-Baptiste parvient ici à bouger les lignes et donne une couleur commune à l’humanité : celle de l’amour de l’autre. ». Les critiques s'accordent pour relever les différents registres entre lesquels jongle le film et notent qu'il doit beaucoup au jeu de ses acteurs, en insistant sur le rôle comique inhabituel de Vincent Elbaz, « qui a rarement été aussi bon que sous les traits du meilleur pote (simplet) prêt à tout pour faciliter la vie familiale des deux héros. »

### Box-office
Il a déjà tes yeux est un succès commercial : démarrant en 2e position du box office la première semaine, il attirera 1,39 million de spectateurs dans les salles françaises pour 2017, ce qui en fait le 8e succès du box-office pour cette année. Les recettes pour les salles France se montent à 9 750 000 dollars.

## Autour du film

### Adaptation en mini-série
À la suite du succès du film, une adaptation sous forme de mini-série de six épisodes a été créée pour le petit écran ; également intitulée Il a déjà tes yeux, elle est diffusée à partir du 12 février 2020 sur France 2. Il ne s'agit cependant pas d'une version télévisée de l'histoire, mais de la suite de cette dernière, 13 ans après. La série a obtenu le prix Coup de cœur du jury au Festival des créations télévisuelles de Luchon de 2020.